# 732
Cette page concerne l'année 732  du calendrier julien. Pour l'année 732 av. J.-C., voir 732 av. J.-C.
L'année 732 est une année bissextile qui commence un mardi.

## Événements
- Sanjaya, seigneur de Mataram dans le centre de l'île de Java, érige un monument pour honorer Shiva[1].

### Europe
- 2 mars : l’émir d’Espagne Abd-al-Rahmân entreprend une expédition contre les Francs[2]. Parti de Pampelune, il passe le col de Roncevaux, marche sur la Vasconie, écrase le duc Eudes d'Aquitaine devant Bordeaux qu'il pille, puis ravage Saintes, Périgueux, Agen, Angoulême[3]. Eudes d'Aquitaine, vaincu, fuit chez Charles Martel[4].
- 25 octobre[5] : Charles Martel stoppe l'avance des Sarrasins à la bataille dite de Poitiers ou de Tours (lieu-dit Moussay-la-Bataille). La cavalerie lourde franque surprend les Maures par sa résistance. L'émir Abd-al-Rahmân est tué et son armée rebrousse chemin. Cela n'empêche pas d'autres raids jusque vers les années 760 environ. Cette victoire est aussi un moyen pour Charles Martel de se débarrasser du duc d'Aquitaine Eudes, de mettre fin à son indépendance et d'effectuer de nombreuses razzias sur les domaines de l'Église que Charles Martel distribue en bénéfice à ses fidèles.
- 1er novembre : le pape Grégoire III condamne les iconoclastes et les frappe d'excommunication au concile de Rome[6].

- Raid musulman contre les îles de Lérins[7].
- Expédition musulmane contre la Sardaigne[8].
- Constantin, fils de l'empereur byzantin Léon III, épouse la fille du khagan des Khazars, baptisée sous le nom d'Irène[6].
- L’empereur byzantin ramène sous la juridiction du patriarche de Constantinople les patrimoines pontificaux de Sicile, Calabre et Illyricum[9].
- Egbert, frère du futur roi Eadberht de Northumbrie, est nommé archevêque d'York après un voyage à Rome[10].
- Boniface est nommé archevêque sans siège particulier. Il obtient du pape l’autorisation de nommer les évêques des nouveaux territoires qu’il évangélise en Germanie (Hesse, Thuringe et Bavière)[11]. Il deviendra archevêque de Mayence en 745.

## Décès en 732
- 25 octobre : Abd el Rahman, général arabe mort au combat à la bataille de Poitiers.
- Porcarius (en), saint Porchaire ou Porcaire, abbé de Lérins, martyrisé avec 500 moines par des pirates sarrasins[7].